# Corrin Brooks-Meade
Corrin Brooks-Meade (Enfield, Londres; 19 de marzo de 1988 – 5 de abril de 2025) fue un futbolista británico-montserratense, nacido en Inglaterra que jugó en la posición de guardameta.

## Carrera

### Club
| Periodo   | Club                              |
| --------- | --------------------------------- |
| 2006–2008 | Fulham FC                         |
| 2006      | → Lewes FC (cedido)               |
| 2007      | → Darlington FC (cedido)          |
| 2007      | → AFC Wimbledon (cedido)          |
| 2007      | → Carshalton Athletic FC (cedido) |
| 2008      | → Cheshunt FC (cedido)            |
| 2008      | → Staines Town FC (cedido)        |
| 2008–2009 | Ermis Aradippou                   |
| 2009–2013 | Alki Larnaca FC                   |
| 2011–2012 | → Ermis Aradippou (cedido)        |
| 2013–2014 | AC Omonia                         |
| 2014–2015 | Nea Salamis Famagusta FC          |
| 2015–2016 | Ethnikos Achna FC                 |
| 2016      | Akritas Chlorakas                 |
| 2017      | PFC Montana                       |
| 2018–2024 | Oroklini-Troulloi FC              |

### Selección nacional
Brooks-Meade debutó con Montserrat en marzo de 2015 en la derrota por 1-2 ante Curazao por la clasificación de Concacaf para la Copa Mundial de Fútbol de 2018, Jugó 23 partidos internacionales hasta su retiro internacional en 2024.

## Logros
- Segunda División de Chipre (1): 2008/09